# Salen (Königin-Maud-Land)
Salen (norwegisch für Sattel) ist ein 2950 m hoher Berg im ostantarktischen Königin-Maud-Land. Im Gebirge Sør Rondane ragt er zwischen dem Berg Komsa und dem Salbreen auf.
Norwegische Kartografen, die ihn auch deskriptiv in Anlehnung an seine Form benannten, kartierten ihn 1957 anhand von Luftaufnahmen, die bei der US-amerikanischen Operation Highjump (1946–1947) entstanden.